# 狩野探幽
狩野 探幽（かのう たんゆう、慶長7年1月14日（1602年3月7日） - 延宝2年10月7日（1674年11月4日））は、江戸時代初期の狩野派（江戸狩野）の絵師。父は狩野孝信（狩野永徳の次男）、母は佐々成政の娘。法号は探幽斎、諱は守信。早熟の天才肌の絵師と評されることが多いが、桃山絵画からの流れを引き継ぎつつも、宋元画や雪舟を深く学び、線の肥痩や墨の濃淡を適切に使い分け、画面地の余白を生かした淡麗瀟洒な画風を切り開き、江戸時代の絵画の基調を作った。越中を治めた武将、佐々成政の外孫。

## 生涯
慶長7年（1602年）、狩野孝信の長男として京都で生まれる。尚信、安信は弟、姉は狩野信政に、妹は神足高雲（常庵・守周）に嫁いだ。また久隅守景の妻国は姪、狩野寿石は甥または孫、江戸幕府3代将軍徳川家光の正室（御台所）鷹司孝子は母方の従姉に当たる。子に探信（守政）、探雪、狩野信政室、養子に益信。
慶長17年（1612年）、駿府で徳川家康に謁見し、元和3年（1617年）、江戸幕府の御用絵師となり、元和7年（1621年）には江戸城鍛冶橋門外に屋敷を得て、本拠を江戸に移した。江戸城、二条城、名古屋城などの公儀の絵画制作に携わり、大徳寺、妙心寺などの有力寺院の障壁画も制作した。山水、人物、花鳥など作域は幅広い。
元和9年（1623年）、狩野宗家を嫡流の従兄・貞信の養子として末弟安信に継がせて、自身は鍛冶橋狩野家を興した。探幽には嗣子となる男子がなかったため、刀剣金工家・後藤立乗の息子・益信（洞雲）を養子にしていた。その後、50歳を過ぎてから実子守政と探雪が生まれたため、守政が鍛冶橋家を継いだ。しかし、探幽の直系である鍛冶橋狩野家から有能な絵師が輩出されることは、6代後の子孫である狩野探信（守道）とその弟子沖一峨を僅かな例外として殆どなかった。
探幽の作品は制作年代（署名の形式の変化）により、誕生から34歳までの「宰相・釆女（うねめ）時代」、34歳から60歳までの「斎書き時代」、60歳から死没までの「行年（こうねん）時代」の三期に分けられる。

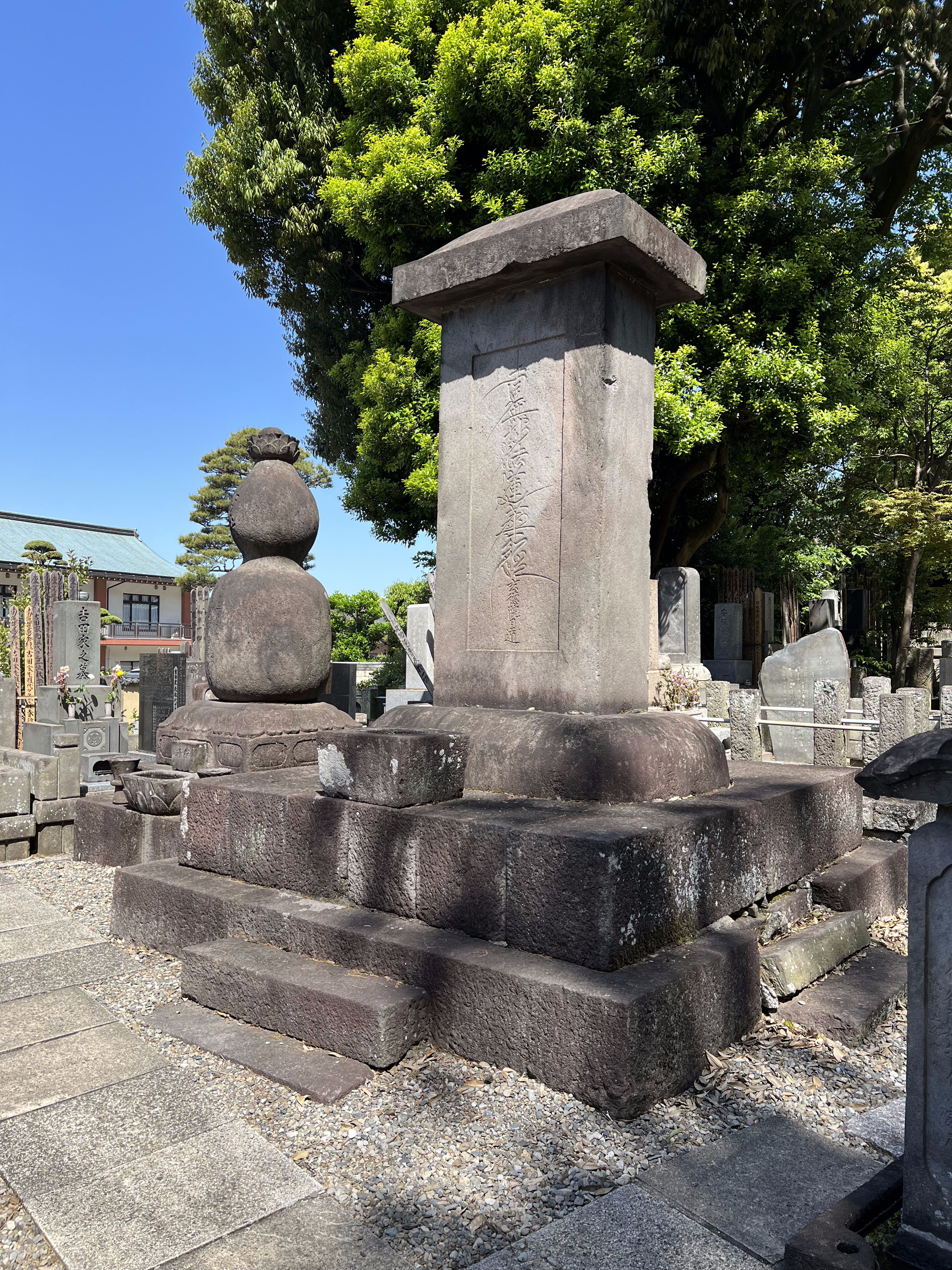
池上本門寺の墓

延宝2年（1674年）、死去。享年73（満72歳没）。戒名は玄徳院殿前法眼守信日道。墓所は池上本門寺。墓の形は、瓢箪を象っている。弟子も多く、久隅守景、神足高雲、桃田柳栄（守光）、尾形幽元（守義）ら探幽四天王に加え、京都で鶴澤派をおこした鶴澤探山、会津藩御用絵師となった加藤遠澤など。

## 評価
若年時は永徳風の豪壮な画風を示すが、後年の大徳寺の障壁画は水墨などを主体とし、墨線の肥痩を使い分け、枠を意識し余白をたっぷりと取った瀟洒淡泊、端麗で詩情豊かな画風を生み出した。探幽は、画面地を一つの不透明で均質な平面と考え、そこに山水や人物が描かれることによって生じる絵画空間とは次元の異なる意味を持たせようとした。絵画空間にはモチーフが断片的にしか描かれていなくても、地の素材に由来する安定した均一性によって、画面に堅固な統合性を与えている。この画法は、描かれた部分のみ見ると、筆致が荒く、モチーフの形も中途半端な粗雑な画に見える。しかし、濃墨ではなく最も薄い墨色で表された部分に注目して、薄墨と画面地との間に暗示される景観の展開を想像で補いながら追うと、薄墨と画面地の間に柔らかい光を帯びた、深く潤いに満ちた景観が立ち上がってくる。
この画法は掛け軸等の小作品でも生かされ、その中に彼の芸術的真骨頂を見いだすのも可能である。その一方、大和絵の学習も努め、初期の作品は漢画の雄渾な作画精神が抜け切れていないが、次第に大和絵の柔和さを身に付け、樹木や建物はやや漢画風を残し、人物や土波は大和絵風に徹した「新やまと絵」と言える作品も残している。江戸時代の絵画批評では、探幽を漢画ではなく「和画」に分類しているのは、こうした探幽の画法を反映していると云えよう。粉本主義と言われる狩野派にあって探幽は写生も多く残し、尾形光琳がそれを模写しており、また後の博物画の先駆と言える。
探幽の画風は後の狩野派の絵師たちに大きな影響を与えたが、彼の生み出した余白の美は、後世の絵師たちが模写が繰り返されるにつれ緊張感を失い、余白は単に何も描かれていない無意味な空間に堕し、江戸狩野派の絵の魅力を失わせる原因となった。すでに晩年の探幽自身の絵にその兆候が見られる。近代に入ると、封建的画壇の弊害を作った張本人とされ、不当に低い評価を与えられていた。しかし近年、その真価が再評価されている。

## ギャラリー

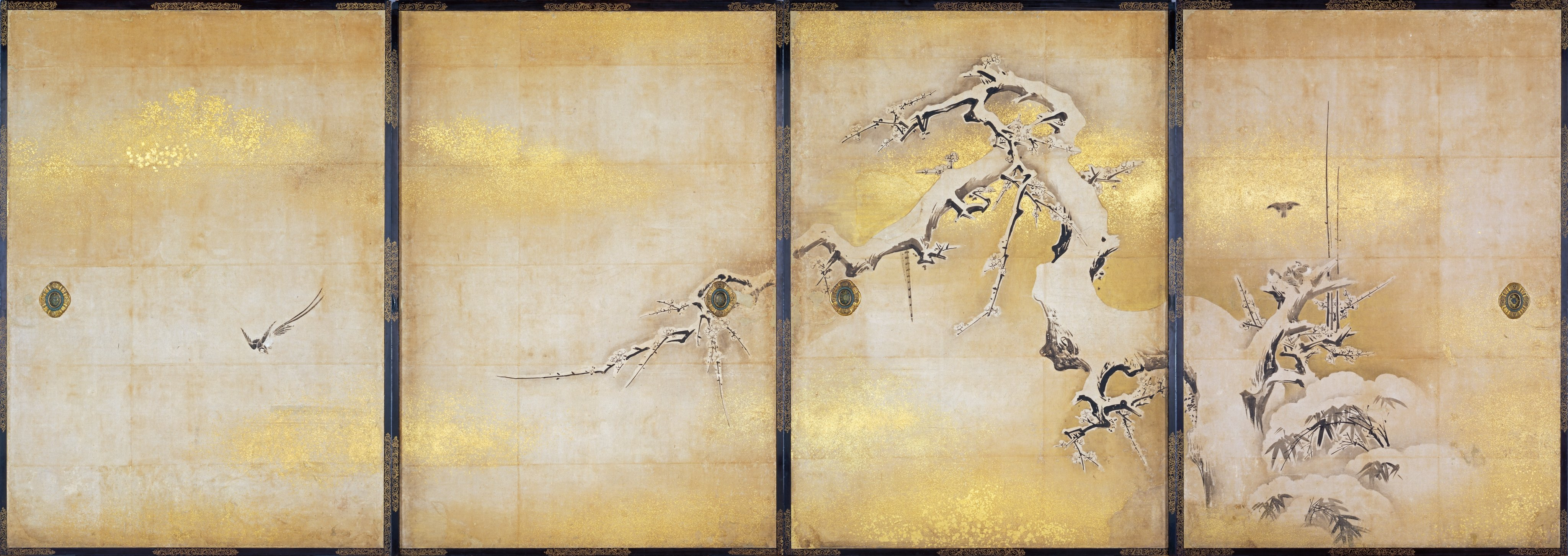
四季花鳥図（雪中梅竹鳥図）名古屋城障壁画（上洛殿三之間）
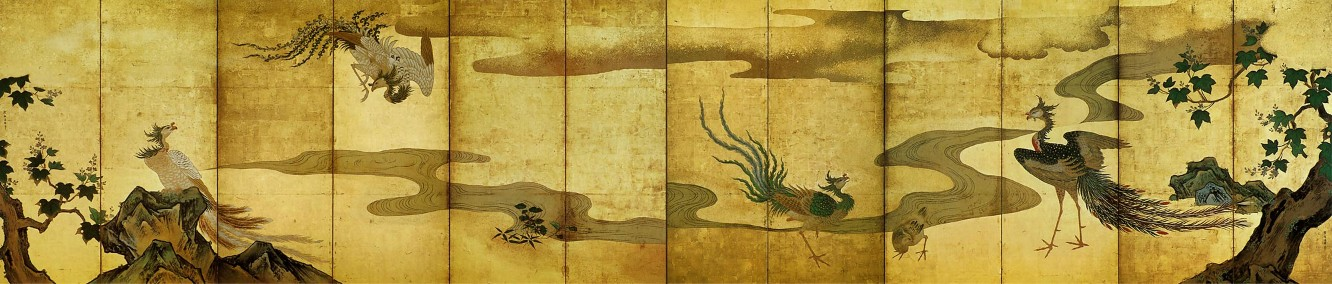
桐鳳凰図（六曲一双）サントリー美術館
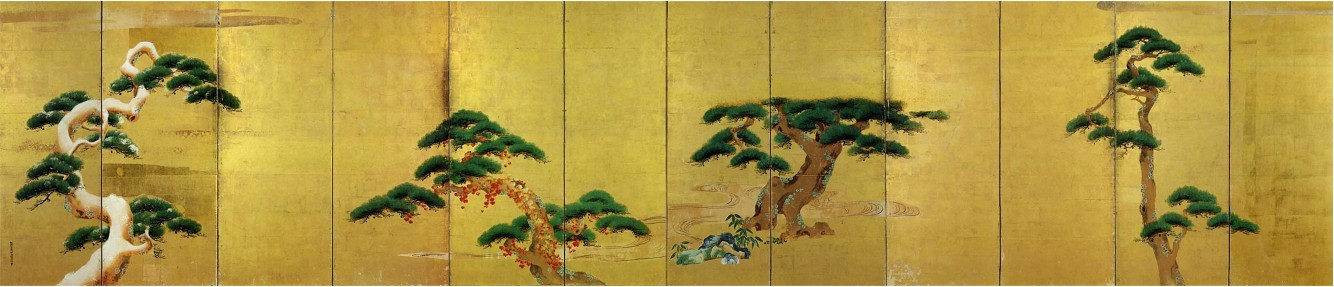
四季松図（六曲一双）大徳寺
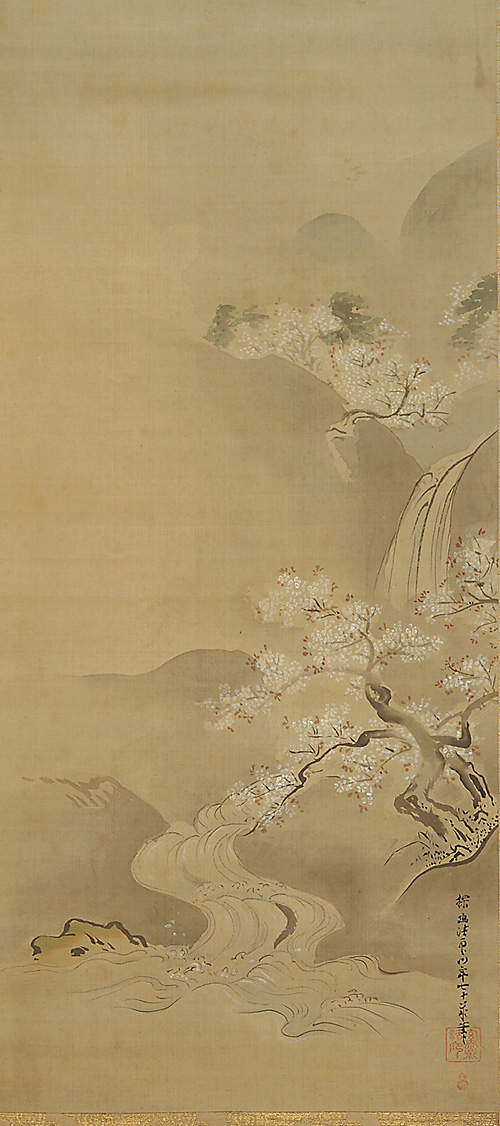
春景図 フリーア美術館 1672年作
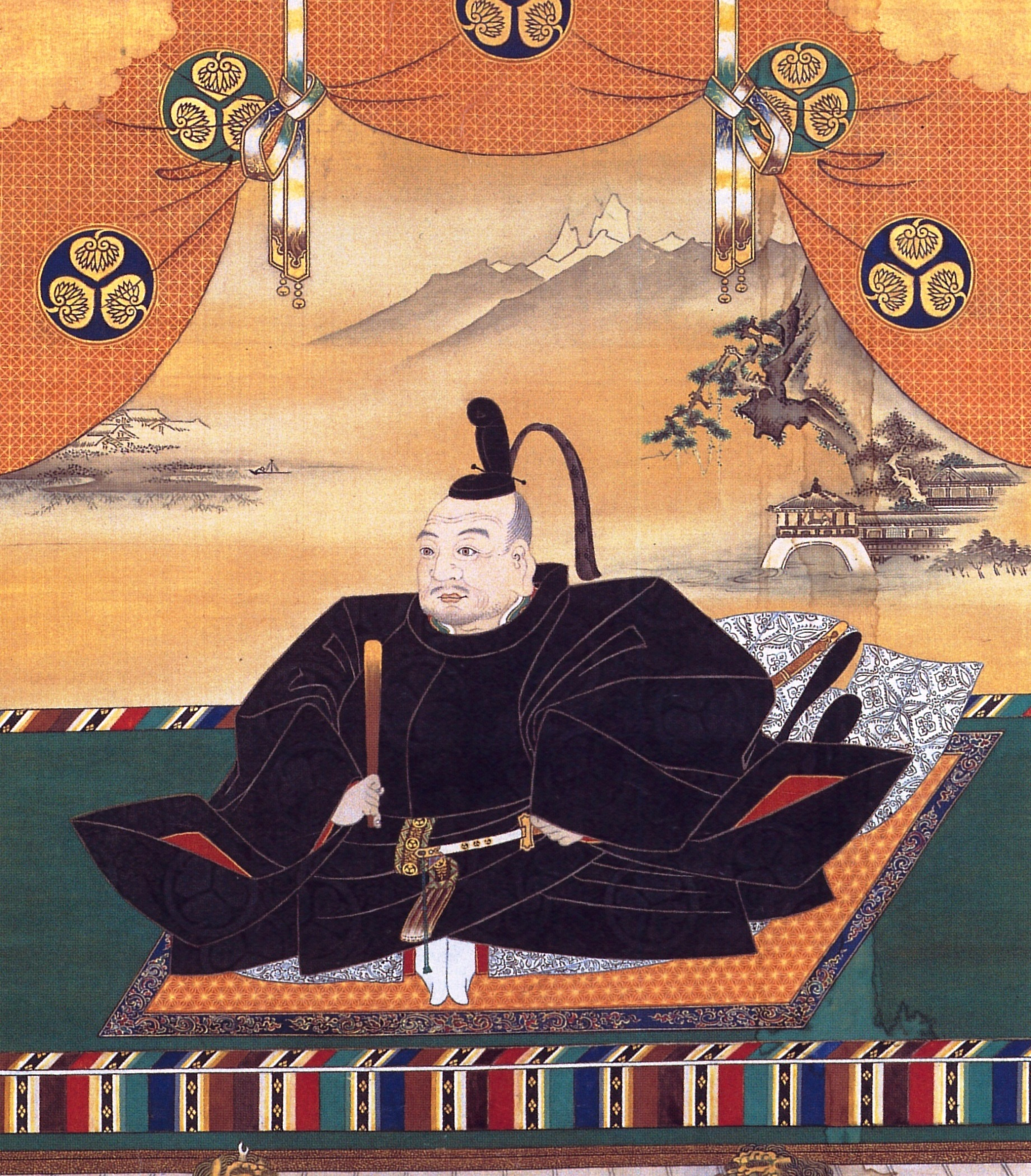
徳川家康像 大阪城天守閣蔵

## 主な作品
| 作品名                         | 技法           | 形状・員数   | 寸法（縦x横cm）                    | 所有者                                                       | 年代                                 | 落款                                                                 | 印章                                       | 文化財指定           | 備考 |
| ------------------------------ | -------------- | ------------ | ---------------------------------- | ------------------------------------------------------------ | ------------------------------------ | -------------------------------------------------------------------- | ------------------------------------------ | -------------------- | --- |
| 渡唐天神図                     | 紙本墨画       | 1幅          | 86.7x29.3                          | 松井文庫                                                     | 1614年（慶長18年）                   |                                                                      |                                            |                      | 最初期の作品の1つ。 |
| 義朝最期・頼朝先行供養図       | 絹本著色       | 双幅         | 225.5x173.8（各）                  | 大御堂寺                                                     | 若年期の作                           |                                                                      | 義朝最期図のみ「守信」朱文壺形印           | 重要文化財           | 義朝最期図の長田忠致邸の部分は、「酒飯論絵巻」から借用している。 |
| 二条城障壁画                   |                |              |                                    | 二条城二の丸御殿                                             | 1626年（寛永3年）                    |                                                                      |                                            | 重要文化財           | |
| 三十六歌仙図額                 | 板絵着色額装   | 34面         | 各43.8x29.0                        | 筑波山神社                                                   | 1633年（寛永10年）                   |                                                                      |                                            |                      | |
| 名古屋城障壁画                 |                |              |                                    | 名古屋城本丸御殿                                             | 1634年（寛永11年）                   |                                                                      |                                            | 重要文化財           | |
| 三十六歌仙図額                 | 板絵金箔地著色 | 18面         | 各70.2x51.7                        | 静岡浅間神社                                                 | 1634年（寛永11年）                   |                                                                      |                                            | 静岡県指定文化財     | 家光が浅間神社造営に際して奉納したもの。書は青蓮院尊純法親王の筆。 |
| 三十六歌仙図額                 | 板絵金箔地著色 | 36面         | 各55.8x38.4                        | 静岡浅間神社                                                 | 1634年（寛永11年）                   |                                                                      |                                            |                      | かつて静岡浅間神社内、賤機山上の麓山神社にかかげられていたもの。書は同じく青蓮院尊純法親王の筆。 |
| 田園風俗図屏風                 | 紙本金地著色   | 四曲一双     | 各96.9x358.0                       | 高津古文化会館                                               | 1635年（寛永12年）以前               |                                                                      |                                            |                      | |
| 春屋宗園像                     |                |              |                                    | 堺市博物館                                                   | 1636年（寛永13年2月）賛              |                                                                      |                                            |                      | 玉室宗珀・江月宗玩賛 |
| 堀直寄像                       | 絹本著色       | 1幅          | 75.0x31.3                          | 新潟県立歴史博物館                                           | 1636年（寛永13年7月）賛              | 無                                                                   | 「藤」朱文方印                             |                      | 玉室宗珀・沢庵宗彭・江月宗玩賛。\|「藤」朱文方印は現存しているが、実際に使用された作品は珍しい。 |
| 伊達政宗甲冑像                 | 紙本著色       | 1幅          | 92.6x29.5                          | 仙台市博物館                                                 | 1636年（寛永13年）以前               | 無款記                                                               | 「采女」朱文円印                           | 仙台市指定文化財     | 政宗自筆短冊「むさし野の月 出るより入山端はいつくそと 月にとはまし武蔵ノノ原 政宗」 |
| 和歌懐紙「咲時ハ」             | 紙本墨画淡彩   | 1幅          | 33.8x62.2                          | 登米市教育委員会                                             | 1636年（寛永13年）以後               | 無款記                                                               | 「采女」朱文円印                           | 登米市指定文化財     | 政宗自筆和歌「咲時ハ 花の数にハ あらねとも 散にハもれぬ 山さくらかな」の下に、探幽が政宗の後ろ姿を描いた作品。江月宗玩賛。政宗の死後に、政宗に仕えた茶人・清水道閑の依頼によって制作。 |
| 八尾狐図                       | 紙本淡彩       | 1幅          | 109.3x56.3                         | 個人                                                         | 1637年（寛永14年）                   |                                                                      |                                            |                      | 春日局が書いたとされる『東照大権現祝詞』（1640年（寛永17年））にある徳川家光の霊夢を図像化した作品。家光が病の時、江戸城二の丸東照宮から「八尾の狐」が現れ、病が回復する事を告げて去るという夢を見て、家光はこれを絵像に描かせたという。本作は右上に家光自筆で「十月九日」の日付と「家光」黒印があり、左上に天海筆で「寛永十四年」の年記と花押がある。裏書きには浅草寺別当忠尊が、『東照大権現祝詞』と同様の話と、絵師が狩野采女こと探幽だと記している。元は紅葉山東照宮にあったと思われるが、明治維新後の紅葉山東照宮撤去時に流出したものと考えられる。 |
| 南禅寺本坊小方丈障壁画         |                |              |                                    | 南禅寺                                                       | 寛永年間後期                         |                                                                      |                                            | 重要文化財           | |
| 石川丈山像                     |                |              |                                    | 詩仙堂                                                       |                                      |                                                                      |                                            | 京都市指定文化財     | |
| 佐久間将監像                   | 淡彩           | 1幅          | 64.0x28.4                          | 真珠庵                                                       | 1638年（寛永15年8月）以前            | 無款記                                                               | 無                                         | 京都市指定文化財     | 江月宗玩賛。将監の容貌が重文本より若々しいことや、賛に捺された「江月」朱文鼎形印に欠損が無いことから寛永15年（1638年）8月以前の作の可能性が高い。また、現在の表装軸裏の墨書によると寛永13年（1636年）3月以前に作品が完成したことになる。衝立と朱太刀を背に桐服姿の将監が胡座をかいて座り、前には観者に背を向けた童子が座る珍しい図様で描かれている。 |
| 東照権現像                     | 紙本着色       | 全8幅        |                                    | 輪王寺                                                       | 1639年（寛永16年）ほか               |                                                                      |                                            | 重要文化財           | |
| 東照宮縁起（仮名本）           | 紙本著色       | 全5巻        |                                    | 日光東照宮                                                   | 1640年（寛永17年）                   |                                                                      |                                            | 重要文化財           | |
| 佐久間将監像                   | 絹本著色       | 1幅          | 62.7x27.0                          | 個人                                                         | 1641年（寛永18年）                   |                                                                      |                                            | 重要文化財           | 江月宗玩・林羅山賛。円窓の将監が愛猫を抱きかかえる。 |
| 黒田忠之像                     | 紙本著色       | 1幅          | 87.3x36.4                          | 福岡市美術館                                                 | 1635-42年（寛永12-19年）             | 無款記                                                               | 「探幽斎」朱文長方印                       |                      | 沢庵宗彭賛。束帯姿の忠之が愛犬と思われる白い犬を伏し目がちで見つめる。 |
| 獺図                           | 紙本著色       | 1幅          | 51.5x105.7                         | 福岡市美術館                                                 | 1635-42年（寛永12-19年）             | 「探幽筆」                                                           | 「守信」朱文鼎印                           |                      | 獺を等身大かつ極めて精緻に写生した作品。 |
| 大徳寺方丈障壁画               |                | 全83面       |                                    | 大徳寺方丈                                                   | 1641年（寛永18年）                   |                                                                      |                                            | 重要文化財           | |
| 四季松図屏風                   | 紙本金地著色   | 六曲一双     | 各156.5x367.0                      | 大徳寺                                                       | 寛永末年頃                           | 「狩野法眼探幽斎守信筆」                                             |                                            | 重要文化財           | |
| 山水図屏風                     | 紙本墨画淡彩   | 六曲一双     | 各156.0x361.4                      | 東京国立博物館                                               | 寛永末年                             | 「狩野法眼探幽斎藤原守信筆」                                         | 「守信」朱文瓢箪印                         | 重要美術品           | 紙継ぎは料紙を上下3枚に貼り継いだ三紙継ぎ。本間屏風では珍しい継ぎ方だが、探幽作品では比較的多く、しかも概して優品が多い。 |
| 七賢九老図屏風                 | 六曲一双       | 紙本墨画淡彩 | 各144.2x337.0                      | 静岡県立美術館                                               | 1639-42年（寛永16-19年）             |                                                                      |                                            |                      | 画面上部8cmは後の補紙で、裏面には狩野探信守道筆「山水図」。 |
| 源氏物語図屏風                 | 紙本金地着色   | 六曲一双     | 167.0x370.0（各）                  | 三の丸尚蔵館                                                 | 1642年（寛政19年）                   | 無款記                                                               | 各隻に「守信」朱文壺型印                   |                      | 八条宮智忠親王と富姫 (前田利常女)の婚礼の際、将軍家光の妹・東福門院の養女として嫁ぐ富姫のために幕府から贈られた調度品と考えられる。 |
| 三十六歌仙図額                 | 板地著色       | 36枚         | 33.3x26.7（各）                    | 徳川美術館                                                   | 1643年（寛永20年）                   |                                                                      |                                            | 重要美術品           | 徳川義直所用。石山丈山漢詩賛。詩仙堂本とほぼ同じ体裁だが、縦の長さが約10cm短いなど相違点も少なくない。画風から狩野尚信筆とする説もある。 |
| 四季花鳥図屏風                 |                | 六曲一双     | 162.8x365.6（各）                  | 徳川美術館                                                   | 1635-60年                            | 各隻に「探幽齋筆」                                                   |                                            |                      | |
| 愚堂東寔像                     |                |              |                                    | 法常寺（亀岡市）                                             | 1645年（正保2年）賛                  |                                                                      |                                            |                      | 愚堂東寔自賛 |
| 板倉重昌像                     | 絹本著色       | 1幅          | 83.1x39.4                          | 長圓寺（西尾市）                                             | 1646年（正保3年）                    |                                                                      |                                            |                      | |
| 三十六歌仙図額                 | 板絵著色       | 36面         | 49.9x34.3（各）                    | 滝山東照宮                                                   | 1646年10月25日（正保3年9月17日）奉納 | 柿本人麿像と平兼盛像の裏に「狩野法眼探幽齋守信圖之／謹以献焉」       |                                            | 岡崎市指定文化財     | 色彩は補筆。 |
| 波濤水禽図屏風                 | 紙本墨画著色   | 六曲一双     | 各156.0x358.6                      | 静嘉堂文庫                                                   | 1644-48年（正保年間）                | 「探幽斎筆」                                                         | 「守信」朱文瓢箪印・「龍馬」朱文無廓印     | 重要美術品           | |
| 愚堂東寔像                     | 絹本著色       | 1幅          | 116.5x51.5                         | 大仙寺                                                       | 1648年（慶安元年）賛                 | 無款記                                                               | 無                                         | 八百津町指定文化財   | 愚堂東寔自賛 |
| 愚堂東寔像                     |                |              |                                    | 慈溪寺（大垣市）                                             | 1649年（慶安2年）賛                  |                                                                      |                                            |                      | 愚堂東寔自賛 |
| 富士山図屏風                   | 紙本淡彩       | 六曲一双     | 各159.6x356.8                      | 板橋区立美術館                                               |                                      | 「探幽斎筆」                                                         | 「守信」朱文瓢箪印・「龍馬」朱文無廓印     |                      | |
| 酬恩庵方丈障壁画               |                | 全47面       |                                    | 酬恩庵方丈                                                   | 1650年（慶安3年）                    |                                                                      |                                            | 重要文化財           | |
| 三十六歌仙図額                 |                |              |                                    | 鳥取東照宮                                                   | 1650年（慶安3年3月）奉納             |                                                                      |                                            | 鳥取県指定保護文化財 | 鳥取藩主・池田光仲奉納 |
| 松に白鷹図・梅に白鷹図額       |                | 絵馬2面      |                                    | 鳥取東照宮                                                   | 1650年10月12日（慶安3年9月17日）奉納 |                                                                      |                                            |                      | 鳥取藩家老・荒尾崇就（荒尾成利弟）奉納 |
| 達磨・布袋・朝陽図             | 紺紙金泥       | 3幅対        | 各113.8x32.6                       | 鍋島報效会                                                   | 1650年（慶安3年）頃                  | 「探幽斎筆」                                                         |                                            |                      | 清厳宗渭賛 |
| 野外奏楽・猿曳図               | 紙本墨画       | 六曲一双     |                                    | 筑波大学附属図書館                                           | 1632-50年頃                          | 「探幽斎筆」                                                         |                                            |                      | |
| 毛利秀元像                     |                | 1幅          |                                    | 長府毛利家（下関市立歴史博物館寄託）                         | 1651年（慶安4年9月上旬）             |                                                                      |                                            | 下関市指定文化財     | 清巌宗渭賛 |
| 西行物語絵巻                   | 紙本著色       | 2巻          | 上巻：29.5x629.0 下巻：31.9x1180.0 | 今治市河野美術館                                             | 1654年（承応3年）                    |                                                                      |                                            | 今治市指定文化財     | 原本は鎌倉時代中期の絵師土佐経隆筆で、東京国立博物館所蔵の徳川本模本と同一系統。画が精巧で詞書の運筆も酷似した模本。 |
| 達磨蝦蟇鉄拐図                 | 墨画           | 3幅対        |                                    | 南禅寺（京都国立博物館寄託）                                 | 1654年（承応3年）                    |                                                                      |                                            |                      | |
| 荒尾崇就像                     | 絹本著色       | 1幅          | 95.0x36.0                          | 景福寺（鳥取市）                                             | 1654年（承応3年）以前                | 「探幽斎筆」                                                         | 「探幽」朱文方印                           |                      | 翠巌宗珉、提宗慧全ほか賛 |
| 竹菊雀図                       | 紙本墨画淡彩   | 1幅          | 124.0x52.2                         | 瑞龍寺                                                       | 1655年（承応4年）頃                  | 寄進 高岡瑞龍院 小松中納言利常公／狩野探幽法眼齋筆                   | 「守信」瓢箪・「法眼探幽」朱文円廓方印     |                      | 前田利常寄進。瑞龍寺には他に「四睡図」3幅対などもある。 |
| 沢庵宗彭頂相                   |                | 1幅          |                                    | 東海寺 (品川区)                                              | 1656年（明暦2年正月賛）              |                                                                      |                                            | 東京都指定文化財     | 春沢宗晃賛 |
| 雲龍図                         |                |              |                                    | 妙心寺法堂 天井鏡板                                          | 1656年（明暦2年）                    |                                                                      |                                            | 重要文化財           | |
| 達磨・臨済・徳山像             |                |              |                                    | 萬福寺                                                       | 1657年（明暦3年）                    |                                                                      |                                            |                      | 隠元隆琦賛 |
| 紀州友ヶ島図巻                 |                |              |                                    | 聖護院                                                       | 1661年4月2日（万治4年3月3日）        | 「萬治四年三月三日 狩野法眼探幽」                                    |                                            |                      | |
| 両帝図屏風                     | 紙本著色金泥引 | 六曲一双     | 各159.7.x360.9                     | 根津美術館                                                   | 1661年（万治4年）                    |                                                                      |                                            |                      | |
| 周茂叔・林和靖図屏風           | 紙本著色       | 六曲一双     | 各136.3×350.3                      | 東京国立博物館                                               | 1661年（万治4年）                    |                                                                      |                                            |                      | |
| 竜図屏風                       | 紙本墨画       | 六曲一双     | 161.5x348.0（各）                  | 徳川ミュージアム                                             | 1662年（寛文2年）                    | 「狩野法眼探幽藤原守信六十一歳筆」（各隻）                           | 「守信」朱文瓢箪印（各隻）                 |                      | 三紙継ぎ。屏風の裏には楼閣山水図が描かれており、右隻裏は狩野惟信、左隻裏は狩野典信筆。 |
| 石山丈山像                     | 絹本著色       | 1幅          | 100.3x38.7                         | 詩仙堂丈山寺                                                 | 1662年（寛文2年）頃                  | 「探幽斎筆」                                                         | 「探幽」朱文方印                           |                      | 自賛 |
| 富士雲龍図                     |                |              |                                    | 慶瑞寺（大阪市立美術館寄託）                                 | 1662年（寛文2年）                    |                                                                      |                                            |                      | 隠元隆琦賛 |
| 今枝重直像                     | 絹本著色       | 1幅          | 123.2x55.9                         | 蓮華寺 (京都市左京区)                                        | 1663年（寛文3年）賛                  | 「探幽斎筆」                                                         | 「法眼探幽」朱文方円廓円印                 |                      | 石山丈山賛。寛文3年12月23日に今枝近義が奉納。探幽は賛の前年に法印になっているが未だ「法眼探幽」印を用いていることから、画像・着賛・奉納それぞれの時期にズレがあったとみられる。 |
| 四季耕作図屏風                 | 紙本著色       | 六曲一双     | 151.4x354.4（各）                  | 神奈川県立歴史博物館                                         | 法眼期                               | 各隻に「法眼探幽圖之」                                               | 各隻に「守信」朱文瓢印                     |                      | 三紙継ぎ。 |
| 桐鳳凰図屏風                   | 紙本金地著色   | 六曲一双     | 158.2x377.6（各）                  | サントリー美術館                                             | 法眼期                               | 各隻に「探幽法眼筆」                                                 | 各隻に「守信」朱文瓢箪印                   |                      | 明暦3年（1657年）の徳川家綱婚礼時に描かれたとする説がある。 |
| 桐鳳凰・竹ノ鸞                 | 絹本著色       | 双幅         |                                    | 個人                                                         | 法眼期                               | 各隻に「探幽法眼筆」                                                 | 各隻に「法眼探幽」朱文円廓方印             | 重要美術品           | 尾張藩士田中子爵家旧蔵 |
| 亀山法皇・無関普門・規庵祖円像 | 絹本著色       | 3幅対        | 173.1x83.4                         | 南禅寺                                                       | 法眼期                               | 「探幽法眼謹筆」                                                     | 「守信」朱文瓢箪印「探幽」朱文方印         |                      | 元は両脇に龍虎図を加えた5幅対（龍虎図は所在不明） |
| 以心崇伝像                     | 絹本著色       | 1幅          | 174.0x84.6                         | 金地院                                                       | 法眼期                               | 「探幽法眼謹筆」                                                     | 「守信」朱文瓢箪印「探幽」朱文方印         |                      | 上記の「亀山法皇像」とほぼ同寸で、署名の文言や印章、表装の裂の一部まで同じで同時期に描かれた作品 |
| 慈眼大師尊像                   |                |              |                                    | 聖衆来迎寺                                                   | 法眼期                               | 無款記                                                               | 「守信」朱文瓢箪印・「法眼探幽」朱文円印   |                      | |
| 成瀬正虎像                     | 紙本著色       | 1幅          | 123.6x63.2                         | 白林寺                                                       | 法眼期                               | 「探幽齋筆」                                                         | 「法眼探幽」円内朱文方印                   |                      | |
| 徳禅寺方丈障壁画               | 紙本墨画       | 襖60面       |                                    | 徳禅寺（大徳寺塔頭）                                         | 法眼期                               | 「法眼探幽圖之」                                                     |                                            | 京都市指定文化財     | 内訳は室中「龍虎図」24面、上間二之間「梅に波濤図」襖12面・戸襖6面、下間二之間「竹虎図」襖12面・戸襖6面 |
| 釈迦・文殊・普賢図             | 絹本著色       | 3幅対        | 109.1x47.9（各）                   | 萬福寺                                                       | 法眼期                               | 「探幽法眼筆」                                                       | 「守信」朱文瓢箪印                         |                      | 隠元隆琦賛 |
| 瀟湘八景図屏風                 | 絹本墨画淡彩   | 八曲一隻     |                                    | ミネアポリス美術館（クラーク日本美術・文化研究センター旧蔵） | 1663年（寛文3年）                    | 「法印探幽六十二歳筆」                                               | 「守信」朱文瓢箪印                         |                      | 屏風が二扇ごとに縁取りされた古い形式。また、絹本の水墨画屏風も極めて珍しい。更に各扇に色紙形を貼るためと思われる墨線が引かれており、非常に復古的な作例。なお、「守信」朱文瓢箪印は、探幽が長期に渡って愛用した印だが、本作が現在確認されている中で最も時代が下った使用例である。 |
| 後水尾天皇像                   |                | 1幅          |                                    | 大阪青山歴史文学博物館                                       | 1664年（寛文4年5-6月）               |                                                                      |                                            |                      | 後水尾天皇賛。尭恕法親王が顔を、探幽が衣などを描き、般舟院に下賜された作品。後水尾天皇の肖像画は数多く残るが、その原品となる作品。 |
| 唐子遊図屏風                   | 紙本金地著色   | 六曲一双     | 各182.5x374.4                      | 三の丸尚蔵館                                                 | 1664年（寛文4年6月）以降             | 無款記                                                               | 「筆峯大居士」朱文方印・「守信」朱文瓢箪印 |                      | |
| 士農工商図屏風                 | 紙本墨画淡彩   | 六曲一双     |                                    | 個人（東京国立博物館寄託）                                   | 1665年（寛文5年）                    | 右隻「宮内卿法印探幽六十四戯筆」左隻「宮内卿法印探幽行年六十四戯筆」 |                                            | 重要美術品           | |
| 富士山図                       | 絹本著色       | 1幅          | 73.0x168.0                         | 鎌倉国宝館                                                   | 1666年（寛文6年）                    | 「法印探幽行年六十五歳筆」                                           |                                            | 鎌倉市指定文化財     | |
| 雲龍図                         | 絹本墨画       | 1幅          |                                    | 福田美術館                                                   | 1666年（寛文6年）                    |                                                                      |                                            |                      | |
| 富士山図                       | 紙本墨画淡彩   | 1幅          | 56.6x118.4                         | 静岡県立美術館                                               | 1667年（寛文7年）                    |                                                                      |                                            |                      | |
| 小出吉親像                     |                | 1幅          |                                    | 徳雲寺（南丹市立文化博物館寄託）                             | 1668年（寛文8年）                    | 「法印探幽行年六十七歳筆」                                           |                                            |                      | 傳外宗左賛 |
| 龍図                           | 紙本墨画       | 1面          |                                    | 泉涌寺仏殿                                                   | 1668年（寛文9年）                    | 「狩野法□□□」                                                        |                                            |                      | 天井画 |
| 白衣観音図                     | 紙本墨画淡彩   | 1面          |                                    | 泉涌寺仏殿                                                   | 1668年（寛文9年）                    | 「寛文九○中春／法印探幽行年六十八歳筆」                              |                                            |                      | 本像背面 |
| 富士・松原図屏風               | 紙本墨画       | 六曲一双     | 約154x361                          | フリーア美術館                                               | 1669年（寛文9年）                    |                                                                      |                                            |                      | |
| 源氏物語 賢木・澪標図屏風      | 紙本金地著色   | 六曲一双     | 各148.7x36.6                       | 出光美術館                                                   | 1669年（寛文9年）                    | 「法印探幽行年六十八歳筆」                                           |                                            |                      | |
| 楠公訣児図                     | 絹本着色       | 1幅          | 121.5x51.8                         | 前田育徳会                                                   | 1670年（寛文10年）                   |                                                                      |                                            | 重要文化財           | 朱舜水賛。楠木正成が、桜井の駅で息子正行に忠義を説いて別れる、所謂桜井の別れを描いたもの。前田綱紀が探幽に依頼した作と伝わる。 |
| 波濤群燕図                     |                |              | 151.7x27.0                         | 常盤山文庫                                                   | 1670年（寛文10年）                   | 「法印探幽行年六十九歳筆」                                           | 「筆峯」朱文瓢箪印                         |                      | |
| 四季花鳥図                     | 絹本着色       | 4幅対        | 151.6x81.3（各）                   | 永平寺                                                       | 1672年（寛文12年）                   | 各図に「探幽法印行年七十一歳筆」                                     |                                            |                      | 松方侯爵家旧蔵で、戦後永平寺に寄進された。 |
| 十牛図巻                       | 絹本墨画淡彩   | 1巻          | 32.0x933.0                         | 佐野市立吉澤記念美術館                                       | 1673年（寛文13年）頃                 | 各図（第八を除く）に「探幽法印筆」                                   | 各図（第八を除く）に「生明」白文瓢形印     |                      | 題跋や偈頌は隠元隆琦をはじめ黄檗僧の寄合書き。 |
| 鵜飼図屏風                     | 紙本金地着色   | 六曲一双     | 164.8x364.0（各）                  | 大倉集古館                                                   |                                      |                                                                      |                                            | 重要文化財           | |
| 保科正之像（束帯）             |                | 1幅          | 106.3x55.0                         | 土津神社                                                     | 法印期                               | 「宮内卿法印探幽筆」                                                 | 「法印生明」白文法印                       | 福島県指定文化財     | 杓で平緒に描かれた九曜紋が半ば隠れている。 |
| 保科正之像（束帯）             |                | 1幅          | 106.0x55.3                         | 土津神社（福島県立博物館寄託）                               | 法印期                               | 「宮内卿法印探幽筆」                                                 | 「法印生明」白文法印                       | 福島県指定文化財     | 上記の肖像とほぼ同様。太刀と平緒が異なり、平緒の九曜紋がはっきり見える。 |
| 保科正之像（平服）             |                | 1幅          | 105.9x55.6                         | 土津神社（若松城天守閣郷土博物館寄託）                       | 法印期                               | 「宮内卿法印探幽筆」                                                 | 「法印生明」白文法印                       | 福島県指定文化財     | 直接正之の相貌を写した紙形（原図）を描いたのは、探幽の弟子だった会津藩御用絵師棚木良悦守貞だと伝えられる。 |
| 本多政長画像                   | 絹本著色       | 1幅          | 81.5x37.8                          | 加賀本多博物館                                               | 法印期                               | 「探幽法印筆」                                                       | 印文不明朱文印                             | 石川県指定文化財     | |
| 四季花鳥図屏風                 | 紙本著色       | 六曲一双     | 134.6x356.9（各）                  | 徳川ミュージアム                                             |                                      |                                                                      |                                            |                      | |
| 三十六歌仙図帖                 | 絹本著色       | 2帖          | 33.0x25.6（各）                    | 徳川ミュージアム                                             | 法印期                               | 「探幽法印筆」（各図）                                               | 「生明」白文瓢印                           |                      | 和歌は左帖は日野弘資筆、右帖は烏丸資慶筆。 |
| 新三十六歌仙図帖               | 絹本著色       | 2帖          | 各33.5x26.1                        | 東京国立博物館                                               | 法印期                               |                                                                      |                                            |                      | |
| 四季耕作図屏風                 |                | 六曲一双     | 各159.8x352.8                      | 東京国立博物館                                               | 法印期                               |                                                                      |                                            |                      | |
| 若衆観梅図                     | 紙本淡彩       | 1幅          | 24.1x45.0                          | 個人                                                         |                                      |                                                                      |                                            |                      | |
| 若衆観楓図                     | 絹本著色       | 1幅          | 36.5x57.7                          | 個人                                                         |                                      | 「探幽斎筆」                                                         |                                            |                      | |
| 探幽縮図                       |                |              |                                    | 京都国立博物館、大倉集古館ほか分蔵                           |                                      |                                                                      |                                            |                      | 「臨画帖」（個人蔵）は重要文化財。自らが目にした日本や中国の古今の名画を縮図として模写しており、現在まで膨大な量が残っている。ほとんどが晩年に当たる寛文年間に描かれており、探幽の老年になっても衰えぬ学習意欲が窺える。今日では原画が失われてしまった古画の模写も多数含まれており、日本絵画史研究上、貴重な資料となっている。 |

なお、江戸城障壁画や大坂城障壁画など現存しない作品もある。